# Parafia św. Mikołaja w Wysocicach
Parafia świętego Mikołaja w Wysocicach — parafia rzymskokatolicka, znajdująca się w diecezji kieleckiej, w dekanacie skalskim.